# Jonas Koch
Jonas Koch, né le 25 juin 1993 à Schwäbisch Hall, est un coureur cycliste allemand. Il est membre de l'équipe Bora-Hansgrohe.

## Biographie
Jonas Koch naît le 25 juin 1993 à Schwäbisch Hall en Allemagne.

### Débuts dans le cyclisme
Membre de Specialized Concept Store en 2012, il court ensuite pour LKT Brandenburg de 2013 à 2014. En 2015, il entre dans l'équipe Rad-net Rose, il remporte la première étape du Tour de l'Avenir. L'année suivante, il passe professionnel au sein de la formation polonaise Verva ActiveJet
En 2017, se retrouvant sans équipe avec l'arrêt de Verva ActiveJet, il rejoint CCC Sprandi Polkowice.
En juillet 2018, il termine neuvième de la RideLondon-Surrey Classic. En août, il se classe 36e du championnat d'Europe sur route à Glasgow et dixième du Grand Prix de la ville de Zottegem.

### CCC Team

#### Saison 2019
Alors que l'équipe World Tour CCC Team devait initialement compter 23 coureurs, il est finalement le vingt-quatrième élément de l'effectif afin d'y apporter plus de flexibilité face au calendrier chargé qui les attend. De mars à juin, il prend part à de nombreuses épreuves World Tour dont le Tour du Pays basque, l'Amstel Gold Race, la Flèche wallonne, Liège-Bastogne-Liège et le Critérium du Dauphiné où il prend la 7e place de la première étape. Au sortir de ces courses, il connait des résultats sur Halle-Ingooigem (7e), le Tour d'Autriche où, auteur de quatre tops 5, il emporte le classement par points puis, une nouvelle fois, sur la RideLondon-Surrey Classic (14e).
Il est également sélectionné pour représenter son pays aux championnats d'Europe de cyclisme sur route dans une sélection construite autour de Pascal Ackermann, 3e de l'épreuve. Il prend ensuite part à son premier Grand Tour sur la Vuelta, y réalisant trois tops 10. Séduite par ses performances sur les Ardennaises et ses qualités de sprinteur, son équipe annonce le 13 août 2019 sa prolongation de contrat jusqu'en 2021.

#### Saison 2020
Échappé lors de la deuxième étape du Tour de La Provence en compagnie de Cyril Barthe et Victor Lafay, il récupère le maillot des grimpeurs et parvient à le conserver jusqu'au terme de la course. Il prend ensuite le départ du Circuit Het Nieuwsblad et de Kuurne-Bruxelles-Kuurne avant que la saison ne soit suspendue à cause de la pandémie de Covid-19. Fin août, il prend le départ de son premier Tour de France et termine 13e de la troisième étape. Sélectionné pour les championnats du monde, il est membre de l'échappée matinale sur la course en ligne.
En vue de la saison 2021, l'équipe continentale professionnelle Circus-Wanty Gobert rachète la licence World Tour de l'équipe CCC. Le 3 novembre, elle annonce les arrivées de Jan Hirt, Georg Zimmermann et Jonas Koch.

### Intermarché-Wanty Gobert Matériaux

#### Saison 2021
Il débute sous ses nouvelles couleurs sur l’Étoile de Bessèges, 15e de la deuxième étape. Il enchaîne par la Clásica de Almería où il est pris dans une chute dans l'emballage final de la course en compagnie de son coéquipier Boy van Poppel.

## Palmarès et résultats

### Palmarès par année
- 2013
  - Mémorial Leo Wirth
- 2015
  - 1re étape du Tour de l'Avenir
  - 2e de l'Erzgebirgsrundfahrt
  - 3e du championnat d'Allemagne de la montagne espoirs
- 2017
  - 2e du championnat d'Allemagne de la montagne
- 2018
  - 9e de la RideLondon-Surrey Classic
- 2021
  - 2e du championnat d'Allemagne sur route

### Résultats sur les grands tours

#### Tour de France
2 participations
- 2020 : 125e
- 2021 : non-partant (10e étape)

#### Tour d'Italie
1 participation
- 2024 : 100e

#### Tour d'Espagne
3 participations
- 2019 : 60e
- 2022 : 99e
- 2023 : 93e

### Classements mondiaux
| Année                                 | 2012  | 2013 | 2014 | 2015 | 2016 | 2017 | 2018 | 2019 | 2020  | 2021 | 2022 | 2023 | 2024 |
| ------------------------------------- | ----- | ---- | ---- | ---- | ---- | ---- | ---- | ---- | ----- | ---- | ---- | ---- | ---- |
| Classement mondial                    |       |      |      |      | 650e | 619e | 266e | 519e | 1508e | 418e | 484e | 553e | 954e |
| UCI Europe Tour                       | 1199e | 294e | 963e | 596e | 402e | 505e | 202e | 397e | 1125e | 345e | 385e | nc   | nc   |
|                                       |       |      |      |      |      |      |      |      |       |      |      |      |      |
| Légende : nc = non classéSource : UCI |       |      |      |      |      |      |      |      |       |      |      |      |      |